# CélénaSophia
CélénaSophia est un groupe belge. Il est composé de deux sœurs Céléna et Sophia. Le groupe est médaillé de bronze au concours de chanson des 8e Jeux de la Francophonie Côte d’Ivoire/Abidjan.

## Histoire
CélénaSophia est un duo musical constitué de deux sœurs. Son premier EP connait la participation de plusieurs musiciens tels que Loukas Avgoustinatos à la batterie, Christian Martin à la basse et aux arrangements, Xavier Bouillon aux claviers, Damien Chierici au violon et Anja Naucler au violoncelle.
Après leur passage au programme Nationale 5 et à l’Envol des cités en 2013, CélénaSophia se présente en 2014 au concours Franc’off des Francofolies de Spa. Le label Team 4 action leur propose d’enregistrer sous la production de Christian Martin un premier EP de cinq titres. Elles font l'ouverture des concerts de Noa Moon et Benjamin Clementine. Dans le catalogue Ça balance, elles participent deux fois aux rencontres d’Astaffort, où Francis Cabrel et son équipe les aident à peaufiner leur création. Au cours de l’été 2015, elles vont aux programmes des Francofolies de Spa et du Brussels Summer Festival pour des prestations. Elles se rendent au Québec pour le Festival International de la Chanson de Granby.
CélénaSophia fait l'ouverture[Quand ?] des concerts de Noa Moon et Benjamin Clementine.

## Influences
CélénaSophia se pose sur des vibrations positives qui associent des influences telles que l’electro et le hip-hop au service de la chanson française moderne et actuelle. Elles proposent une ballade musicale au gré de leurs interrogations, leurs peurs et leurs espoirs.

## Discographie
- 2021 : Les géantes bleues[1]

## Distinctions

### Récompenses
- 2017 :  médaillé en bronze aux Jeux de la Francophonie à Abidjan, concours de chanson[3].